# Edith Cammenga

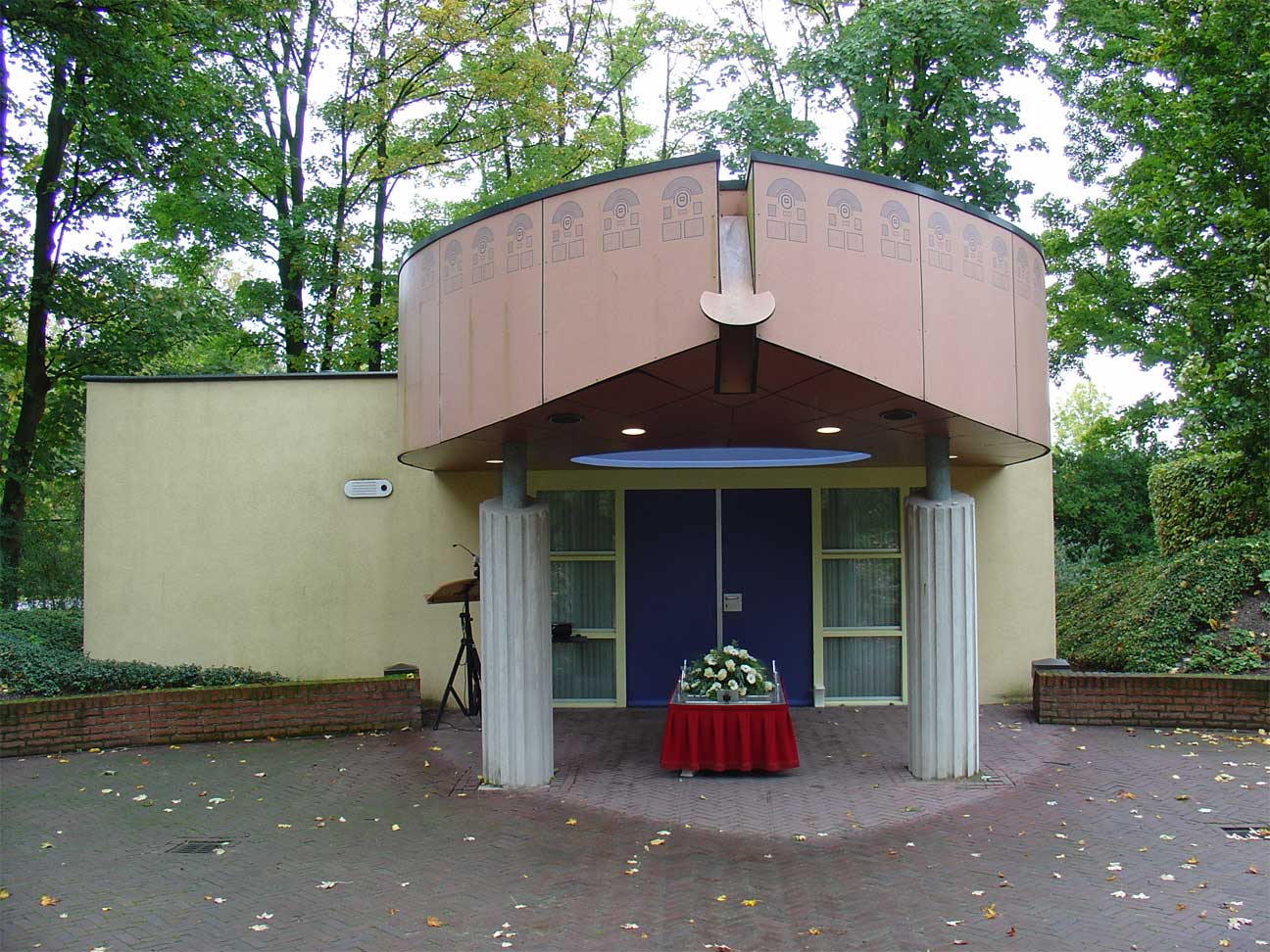
Zonder titel (1997), zeefdruk op laminaat door Edith Cammenga (begraafplaats IJsselhof), Gouda

Edith Cammenga (Alphen aan den Rijn, 1958) is een Nederlandse beeldhouwer, installatiekunstenaar, schilder en tekenaar.

## Leven en werk
Cammenga werd als beeldend kunstenaar opgeleid aan de Willem de Kooning Academie in Rotterdam. Na haar opleiding vestigde zij zich als beeldend kunstenaar in Gouda. Werk van Cammenga bevindt zich in de collecties van het Museum Gouda in Gouda, het Stedelijk Museum Schiedam, het Museum voor Religieuze Kunst in Uden en in het Museum voor het boek in Den Haag.

## Enkele werken
Voor het Maritiem Museum Rotterdam maakte zij Geodesie van het verlangen, een schip van acht meter de Lady Ann met bronzen beeldjes, krulspelden en wratachtige objecten.
Voor de overkapping van het crematorium (zie:afbeelding) op de Goudse begraafplaats IJsselhof ontwierp zij een boegvormige luifel, met symbolen die ontleend lijken te zijn aan de middeleeuwse religieuze kunst.